# Mori Hiroshi
Mori Hiroshi (森博嗣, Mori Hiroshi, Aichi, 7 de dezembro de 1957) é um novelista, autor de doujin e engenheiro japonês; seu tipo sanguíneo é B. Foi professor assistente da Universidade de Nagoya com doutorado em engenharia. Ele é um famoso autor de romances de mistério, mais famoso no ocidente pela sua obra de estreia Subete ga F ni Naru (すべてがＦになる), com a qual ganhou o primeiro Prêmio Mephisto em 1996. Sua esposa é a ilustradora Sasaki Subaru. Recentemente ele participou do projeto de Ryuusui Seiryouin, The BBB (The Breakthrough Bandwagon Books); onde Seiryouin traduziu alguns dos seus títulos para a língua inglesa.
Ele insiste que seu nome quando romanizado deve ser escrito como "MORI Hiroshi", independente da língua em que for escrito.